# توقيت منغوليا
|  | ت ع م+07:00 |
|  | ت ع م+08:00 |

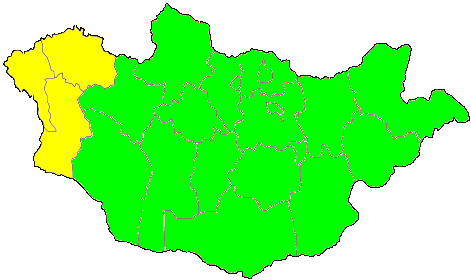

يتم تمثيل الوقت في منغوليا رسميًا بالتوقيت المنغولي الرسمي (ت ع م+08:00). ومع ذلك فإن المقاطعات الغربية البعيدة مثل Khovd ومحافظة أوفس ومحافظة بايان-أولجي تستخدم التوقيت العالمي المنسق + 07: 00.

## التوقيت الصيفي
استخدمت منغوليا التوقيت الصيفي في 1983-1998, 2001-2006 و 2015-2016.